# Бенефіціар
Бенефіціар — одержувач визначених вигод, що виникають у результаті реалізації проєкту.
Бенефіціар (від фр. bénéfice — прибуток, користь) — особа, що отримує прибуток від своєї власності, яку передано в довірче користування іншій особі, юридичній чи фізичній (оренда, винайм), або від використання власності третіми особами (наприклад, коли акціонер передає акції в користування брокеру, з метою отримання максимального прибутку (дивіденда). Бенефіціаром є також особа, на користь якої банк-емітент відкриває документарний акредитив.

## Різновиди
Зазвичай бенефіціаром є експортер, продавець товарів чи послуг, які є предметом міжнародної угоди купівлі-продажу.
Бенефіціар — набувач благодійної допомоги (фізична особа, неприбуткова організація або територіальна громада), що одержує допомогу від одного чи кількох благодійників.
Бенефіціарами благодійних організацій можуть бути також будь-які юридичні особи, що одержують допомогу.